# Zorana
Zorana je žensko osebno ime.

## Izvor imena
Ime Zorana je različica ženskega osebnega imena Zora.

## Pogostost imena
Po podatkih Statističnega urada Republike Slovenije je bilo na dan 31. decembra 2007 v Sloveniji število ženskih oseb z imenom Zorana: 80.

## Osebni praznik
V koledarju je ime Zorana skupaj z imenom Zora oziroma Avrelija; god praznuje 15. oktobra ali pa 25. septembra.